# ماریون پاتریک جونز
ماریون پاتریک جونز (زاده ۱۶ اوت ۱۹۳۱ – درگذشته ۲ مارس ۲۰۱۶) یک رمان‌نویس اهل ترینیداد بود که تحصیلاتش در زمینه‌های علم کتابداری و انسان‌شناسی اجتماعی بود. او همچنین با نام‌های ماریون گلین و ماریون اوکالاگان (نام همسر او) شناخته می‌شود. او که در دهه ۱۹۶۰ در بریتانیا زندگی می‌کرد، در جامعه سیاه‌پوست نیز فعال بود. او نویسنده دو رمان برجسته بود - Pan Beat که اولین بار در سال ۱۹۷۳ منتشر شد و J'Ouvert Morning (۱۹۷۶) - و همچنین غیر داستانی نوشت.

## اوایل زندگی
جونز در وودبروک، بندر اسپانیا، ترینیداد و توباگو، در سال به دنیا آمد. او از صومعه سنت جوزف فارغ‌التحصیل شد - یک مدرسه دخترانه انحصاری کاتولیک رومی در بندر اسپانیا که توسط راهبه‌های ایرلندی، خواهران کلونی اداره می‌شود - با برنده شدن بورسیه تحصیلی جزیره آزاد دختران در سال ۱۹۵۰ و مقام سومی او در کالج امپریال کشاورزی گرمسیری، سنت آگوستین، یکی از دو زنی که برای اولین بار پذیرفته شدند، شرکت کرد.
در دهه ۱۹۵۰ جونز به شهر نیویورک رفت و در آنجا دیپلم علوم کتابداری گرفت و هزینه تحصیل خود را با کار در یک کارخانه سرامیک‌سازی و رنگ آمیزی کالاها تأمین کرد. او با مانی اسپیرو برای ایجاد یک اتحادیه کارگری همکاری کرد. سپس به شهر خود بازگشت تا به عنوان کتابدار ارشد در کتابخانه کارنگی، سن فرناندو، ترینیداد کار کند. جونز در دهه ۱۹۶۰ تحصیلات خود را در بریتانیا ادامه داد و با مدرک کارشناسی از دانشگاه لندن فارغ‌التحصیل شد. او تحصیلات تکمیلی خود را در رشته انسان‌شناسی اجتماعی در دانشکده اقتصاد لندن به پایان برد، و پایان‌نامه‌اش را در مورد جامعه چینی در ترینیداد نوشت.

## کنشگری در بریتانیا، دهه ۱۹۶۰
جونز یک صلح‌طلب و یک کوئیکر بود و به همین دلیل در زمان اقامتش در بریتانیا به نام ماریون گلین شناخته می‌شد، وی نقش برجسته‌ای در جامعه سیاه‌پوستان بازی کرد و به مجموعه‌ای از بیانیه‌های فعالان پسااستعماری دربارهٔ «نژاد» در این کشور کمک کرد که پیش از انتخابات عمومی بریتانیا در سال ۱۹۶۴، توسط تئودور روزاک، سردبیر مجله پیس نیوز منتشر شد. همان‌طور که کلبیر شکرا در الگوی تغییر سیاست سیاهان در بریتانیا (۱۹۹۸) توضیح می‌دهد: پس از انتخابات، گلین آلن لاول و مایکل رندل را که صلح طلب و اعضای سابق کمیته صدنفره بودند با دوستان دیگری که برای اخبار صلح نوشته بودند، از جمله یک زن آسیایی، رانجانا اش (عضو فعال جنبش برای آزادی استعمار)، سی آر آر جیمز و بری رکورد (نمایشنامه نویس و بازیگر آفریقایی-کارائیب) گرد هم آورد.

## نوشته‌ها، دهه ۱۹۷۰
او از سال ۱۹۶۵ تا ۱۹۹۰ به‌عنوان مدیر برنامه‌های علوم اجتماعی یونسکو در پاریس کار کرد، در این مدت از نام ازدواج خود ماریون اوکالاگان یا ماریون گلین اوکالاگان برای نوشته‌های غیرداستانی‌اش، به‌ویژه در مورد آفریقا استفاده کرد. او همچنین مسئول برنامه ضد آپارتاید در یونسکو بود.
او به عنوان ماریون اوکالاگان «یادداشت‌های مقدماتی» را برای سمپوزیومی به نام نظریه‌های جامعه شناختی نوشت. نژاد و استعمار، منتشر شده توسط یونسکو در سال ۱۹۸۰.
او با عنوان ماریون اوکالاگان، یک ستون تفسیری هفتگی در روزنامه نیوزدی ترینیداد و توباگو نوشت.

## خانواده
پدرش پاتریک جونز (۱۸۷۶–۱۹۶۵)، از میراث آفریقایی/چینی، از اتحادیه‌های کارگری و فعال سیاسی-اجتماعی ترینیدادی در آغاز قرن بیستم بود. او همچنین یک کالیپسونی مشهور بود که از آهنگ «کرامول، لرد محافظ» (که عموماً «پاتریک چینی» نامیده می‌شود) استفاده کرد، و در سال ۱۹۲۰ آنچه را «اولین کاریسو سیاسی» نامید خواند. علاوه بر این، او به عنوان اولین پیروتکنیست در ترینیداد و توباگو مورد توجه بود.

## کتابشناسی - فهرست کتب

### داستان
- پان بیت. بندر اسپانیا: کلمبوس، ۱۹۷۳.
- صبح J'Ouvert. بندر اسپانیا: کلمبوس، ۱۹۷۶.

### غیر داستانی
- نامیبیا: تأثیرات آپارتاید بر فرهنگ و آموزش. یونسکو، 1977. شابک 978-9231014765
- رودزیای جنوبی: تأثیرات یک جامعه فاتح بر آموزش، فرهنگ و اطلاعات. یونسکو، ۱۹۷۷.شابک ‎۹۷۸−۹۲۳۱۰۱۳۹۳۵شابک 978-9231013935

## بیشتر خواندن
- هارولد بارت، «ماریون پاتریک جونز»، در رقص داریل کامبر (ویرایش)، پنجاه نویسنده کارائیب: کتاب منبع انتقادی زیستی-کتابی (۱۹۸۶)، ص. ۲۳۹–۴۵.
- جویسلین لونک، «تصویر زن در ادبیات کارائیب: با اشاره ویژه به پان بیت و هرماخونون»، بیم ۶4 (1978).
- F. Maloy (1978)، "'The Ellaville Special': Marion Jones and Her Fiddle"، جعبه شیطان ۱2(4): ۵۰–۵۳.